# قطعه ناتمام
قطعه ناتمام فیلمی به کارگردانی مازیار میری و نویسندگی کامبوزیا پرتوی محصول سال ۱۳۷۹ است. میری برای کارگردانی این فیلم جوایز متعددی کسب کرد که مهمترین آن می‌توان به نامزدی جایزه گوی بلورین جشنواره فیلم کارلووی واری اشاره کرد.

## خلاصه داستان
فرهاد برای جمع‌آوری موسیقی محلی زنان خراسانی راهی زادگاهش می‌شود. او در طول سفر متوجه می‌شود که تنها صدایی که از زنان به گوش می‌رسد، آوای لالایی برای کودکان و مرثیه سرایی در مرگ عزیزان است. اما تنها کسی که می‌تواند بخواند جیران است، که مدتی است که ناپدید شده و تنها کسی که از او خبری دارد پسرش رسول است؛ ولی رسول به هیچ وجه مایل به همکاری با فرهاد نمی‌شود. فرهاد، رسول را تعقیب می‌کند و او را می‌بیند که از زندان زنان خارج می‌شود. فرهاد موفق می‌شود که جیران را در زندان ملاقات کند اما جیران با فهمیدن نام فامیلی فرهاد، حاضر به همکاری با او نمی‌شود. فرهاد از خدمتکار خانه عمه اش می‌شنود که پدرش و جیران مدتی عاشق یکدیگر بوده‌اند ولی با مخالفت اطرافیان به یکدیگر نمی‌رسند. فرهاد به سراغ پسر جیران می‌رود تا همراه او بیاید و جیران را راضی به خواندن کند. اما وقتی جیران راضی می‌شود هر چه سعی می‌کند، صدایی از او شنیده نمی‌شود. فرهاد در راه برگشت از محل آوازی را می‌شنود.